# Malînsk, Berezne
Malînsk (în ucraineană Малинськ) este localitatea de reședință a comunei Malînsk din raionul Berezne, regiunea Rivne, Ucraina.

## Demografie
Componența lingvistică a localității Malînsk
     Ucraineană (99,29%)
     Alte limbi (0,71%)
Conform recensământului din 2001, majoritatea populației localității Malînsk era vorbitoare de ucraineană (99,29%), existând în minoritate și vorbitori de alte limbi.